# Lost Souls (album de Loreena McKennitt)
Pour les articles homonymes, voir Lost Souls.
Albums de Loreena McKennitt
The Wind That Shakes the Barley
(2010) The Road Back Home
(2024)
Lost Souls est le 10e album studio de la chanteuse canadienne Loreena McKennitt, sorti en 2018. 
La composition des neuf pièces de l'album s'étale sur trois décennies: The Ballad of the Fox Hunter et Ages Past, Ages Hence datent de la fin des années 1980, tandis que Spanish Guitars and Night Plazas a été écrit au début des années 1990. Le morceau "The Ballad of the Fox Hunter" est une adaptation du poème de W. B. Yeats, et "La Belle Dame Sans Merci" en est une du poème de John Keats. C'est son premier album studio en huit ans, le précédent The Wind That Shakes The Barley étant sorti en 2010. 

## Liste des chansons
| No | Titre                            | Durée |
| -- | -------------------------------- | ----- |
| 1. | Spanish Guitars and Night Plazas | 6:41  |
| 2. | A Hundred Wishes                 | 4:34  |
| 3. | Ages Past, Ages Hence            | 5:27  |
| 4. | The Ballad of the Fox Hunter     | 5:48  |
| 5. | Manx Ayre                        | 4:03  |
| 6. | La Belle Dame Sans Merci         | 6:09  |
| 7. | Sun, Moon and Stars              | 4:34  |
| 8. | Breaking of the Sword            | 5:30  |
| 9. | Lost Souls                       | 5:09  |

## Personnel
- Loreena McKennitt : Chant, harpe, claviers, piano, accordéon
- Daniel Casares : Guitare flamenco
- Brian Hughes : Guitare acoustique et électrique, bouzouki, synthétiseurs
- Dudley Phillips : Basse acoustique et électrique
- Caroline Lavelle : Violoncelle, concertina, flûte à bec
- Hugh Marsh : Violon
- Ana Alcaide : Nyckelharpa
- Nigel Eaton : Vielle à roue
- Sokratis Sinopoulos : Lyre
- Panos Dimitrakopoulos : Kanoun
- Haig Yazdjian : Oud
- Ian Harper : Cornemuse
- Canadian Forces Central Band sous la Direction du Capitaine John D. Fullerton
- Stratford Concert Choir : Chœurs sous la Direction de Ian Sadler
- Michael White : Trompette
- Robert Brian, Tal Bergman : Batterie, percussions
- Hossam Ramzy, Rick Lazar : Percussions
- Graham Hargrove : Caisse claire, grosse caisse, crotales

## Classements
L'album a atteint la 5e place dans les classements de vente d'album en Allemagne, la 11e place en Suisse, et la 14e place au Canada.